# 2013年多倫多國際影展
第38屆多倫多國際影展於2013年9月5日至9月15日（當地時間）在加拿大多倫多舉行。

## 單元
以下電影被選定為各單元：

### 特別放映
- 《盲探》杜琪峯

## 外部連結
- 官方网站